# Хејзелтон (Пенсилванија)
Хејзелтон (енгл. Hazleton) град је у америчкој савезној држави Пенсилванија. По попису становништва из 2010. у њему је живело 25.340 становника.

## Демографија
Према попису становништва из 2010. у граду је живело 25.340 становника, што је 2.011 (8,6%) становника више него 2000. године.
| Група             | 2000.          | 2010.          |
| Белци             | 21.741 (93,2%) | 14.955 (59,0%) |
| Афроамериканци    | 192 (0,8%)     | 1.003 (4,0%)   |
| Азијати           | 152 (0,7%)     | 200 (0,8%)     |
| Хиспаноамериканци | 1.132 (4,9%)   | 9.454 (37,3%)  |
| Укупно            | 23.329         | 25.340         |